# Тиберій Клавдій Нерон (претор)
Тиберій Клавдій Нерон (лат. Tiberius Claudius Nero; близько 108 до н. е. — після 63 до н. е.) — політичний та військовий діяч Римської республіки.

## Життєпис
Походив з патриціанського роду Клавдіїв. Син Тиберія Клавдія Нерона. Був пра-пра-онуком Тиберія Клавдія Нерона, консула 202 року до н. е. Зумів зробити гарну кар'єру. 
У 79 році до н. е. став монетарієм. На своїх монетах зобразив богинь Діану та Вікторію. Приблизно у 68 році до н. е. його обрано претором.
У 67 році до н. е. увійшов до числа легатів, обраних Гнеєм Помпеєм Магном при підготовці війни проти піратів. Він отримав під контроль Гадітанську затока — частину Атлантики, що прилягала до Геркулесових стовпів (сучасний Гібралтар) із заходу. Тут зумів проявив себе талановитим та звитяжним військовиком.
У 63 році до н. е. Тиберій Нерон виявив під час кризи, пов'язаної з обговоренням у сенаті долі полонених учасників змови Луція Сергія Катіліни, наважився піти проти думки консуляров та лідерів сенату, які наполягали на негайної страти. Нерон першим з усіх запропонував замість страти тримати змовників під вартою до тих пір, поки не виженуть збройною силою Катіліну і не розслідують детально справу. Гай Юлій Цезар, чий опір думці більшості сенату увійшов в історію, лише повторював пропозиції Нерона.
Про подальшу долю Тиберія Нерона немає відомостей. Ймовірно у після придушення змови Катиліни він відійшов від політичних справ.

## Родина
- Тиберій Клавдій Нерон Старший, претор 42 року до н. е.